# Olof Trätäljas hög
Olof Trätäljas hög i centrala Säffle är en storhög där Olof Trätälja sagokungen från Ynglingasagan ska vila.

## Olof  Trätäljas hög i Säffle

### Namn
På en mindre bergsrygg i en park i centrala Säffle ligger Olof Trätäljahögen. Namnet fick graven 1773 av Erik Fernow  i  boken Beskrifning öfwer Wärmeland. 1683 benämndes högen Knutsbacken i Hadorphs uppgifter om Värmland. 

### Beskrivning
Högen är 4 till 4,5 meter hög och  en omkrets som inte är rund utan mäter 43x33 meter. Högen är delvis kantskadad. Nedanför och söder om Storhögen har flera högar tidigare legat på kanalbolagets mark mitt för Hotell Royal. Storhögen har sålunda ingått i ett gravfält. Fyra av högarna har undersökts.  Toppen är avplanad på en yta av 14x12 meter. Djurklou  beskriver 1867 att högen skadats av potatisgropar och jordkällare runt högen. Graven ingick i ett gravfält med bland annat 4 gravar undersökta av Thure Langer 1912.  Hans fynd bestod av keramik, järnbeslag, delar av en bronsnål och en grön glaspärla. Langer hittade brända, och obrända, skelettdelar av människa, som senare har daterades till vikingatid. Olof Trätäljas hög är inte undersökt, men kan vara från samma tid.

### Sagohistoria
Olof Trälja omtalas i Ynglingatal, och i Ynglingasaga i Heimskringla som son till Ingjald Illråde. Han uppfostrades i av en fosterfar. Efter hans fader död bosatte Olof sig i Värmland och skapade sig en maktställning. I Svitjod fick han smädesnamnet "trätälja".  Men flera svear flyttade till Värmland som blev överbefolkat och det blev svält. Olof Trätäla fick bära skulden och folket innebrände honom och offrade honom alltså till Oden.

### Andra högar utpekade som Träljas grav
Storhögen i Säffle är inte enda platsen som utpekas för Olof Trätäljas grav. Två andra storhögar, en i Nysäter och en i Högsäter, utpekas också som hans sista viloplats.